# Max Biaggi
Massimiliano Biaggi, detto Max (Roma, 26 giugno 1971), è un pilota motociclistico e dirigente sportivo italiano.
Tra i piloti più vittoriosi della sua generazione, è stato quattro volte campione del mondo nella classe 250 (consecutivamente dal 1994 al 1997) e due volte campione mondiale Superbike (2010 e 2012). Detiene con il britannico Phil Read il primato assoluto di titoli conquistati nella 250, mentre con gli allori conseguiti nelle derivate di serie è stato il primo italiano a trionfare in questa categoria; con lo statunitense John Kocinski e con lo spagnolo Álvaro Bautista condivide l'essere riuscito a vincere un campionato mondiale sia con motociclette prototipo sia con le Superbike.

## Carriera

### Pilota

#### Gli esordi e le prime vittorie
Da bambino era più interessato al calcio, ma per il suo 17º compleanno gli fu regalata una minimoto. In seguito a questo dono, su consiglio di un amico iniziò a partecipare nel 1989, a 18 anni, a gare professionistiche nella categoria 125 cc. Un anno dopo divenne campione italiano nella categoria Sport Production, con moto derivate strettamente dalla serie.
Una casa costruttrice, l'Aprilia di Noale, lo nota e, pensando che il ragazzo avesse la stoffa per diventare campione, immediatamente dopo lo ingaggiò; così Biaggi si trasferisce nella classe 250. Nel 1991 divenne campione europeo e concluse terzo nel campionato italiano alla guida di un'Aprilia del Team Italia.

#### Motomondiale

##### Classe 250
Sempre nel 1991 arrivò 27º nel campionato mondiale, disputando però solo quattro gare. Nel 1992 Biaggi partecipò al suo primo intero campionato mondiale della classe 250, nel Team Iberna Motoracing Aprilia dell'ex pilota Alex Valesi, arrivando quinto nella classifica finale e ottenendo la sua prima vittoria in un Gran Premio (a Kyalami, in Sudafrica).
La stagione seguente, Biaggi passò alla Honda classificandosi quarto, vincendo a Barcellona, nel Gran Premio di Catalogna. Nel 1994 tornò alla guida dell'Aprilia, dando inizio al suo dominio nella quarto di litro dove conquistò 4 titoli iridati consecutivi tra il 1994 e il 1997. Il 1994 fu un anno contraddistinto da buone gare, alternate a grandi errori (cadde un paio di volte quando era in testa in solitario); ma, fortunatamente per lui, lo stesso, anzi peggio per quanto riguarda le cadute, fece Loris Capirossi, che dovette rinunciare al titolo con una gara di anticipo.
Max Biaggi si aggiudicò così il suo primo titolo mondiale, con 22 punti di vantaggio sul secondo classificato Tadayuki Okada e fu anche il primo mondiale nella classe 250 vinto dall'Aprilia. Nel 1995 ha vita più semplice, concludendo con ben 83 punti di vantaggio sul secondo classificato; ma non mancarono certo grandi duelli, tra lui, il debuttante Ralf Waldmann e il giapponese Tetsuya Harada, suoi più acerrimi rivali per quella stagione e per quelle a venire. In quell'anno si impose in ben 8 Gran Premi (Malesia, Germania, Italia, Olanda, Gran Bretagna, Repubblica Ceca, Argentina e Catalogna), concludendo solo una gara fuori dal podio, quella in Giappone.
Il 1996 è l'anno della consacrazione, data l'esperienza e il talento dimostrati in precedenza, e infatti la stagione inizia nel migliore dei modi per Biaggi: ottiene 5 vittorie nelle prime 6 gare, tanto da far sembrare già chiuso il campionato. Ma una serie di errori, conditi da molta sfortuna, come la caduta in prova ad Assen (che lo costringe a fare due gare non al 100% della forma fisica), il contatto con Jacque a Zeltweg e la caduta a Rio, unite alla grande velocità e determinazione di Waldmann e della sua Honda, fanno sì che il mondiale si decida all'ultima gara: a Eastern Creek, Biaggi vince e si porta a casa il titolo con soli 6 punti di vantaggio, migliorando il record dell'anno prima totalizzando 9 vittorie: Shah Alam, Suzuka, Jerez, Mugello, Paul Ricard, Donington Park, Brno, Catalunya e la sopracitata Eastern Creek.

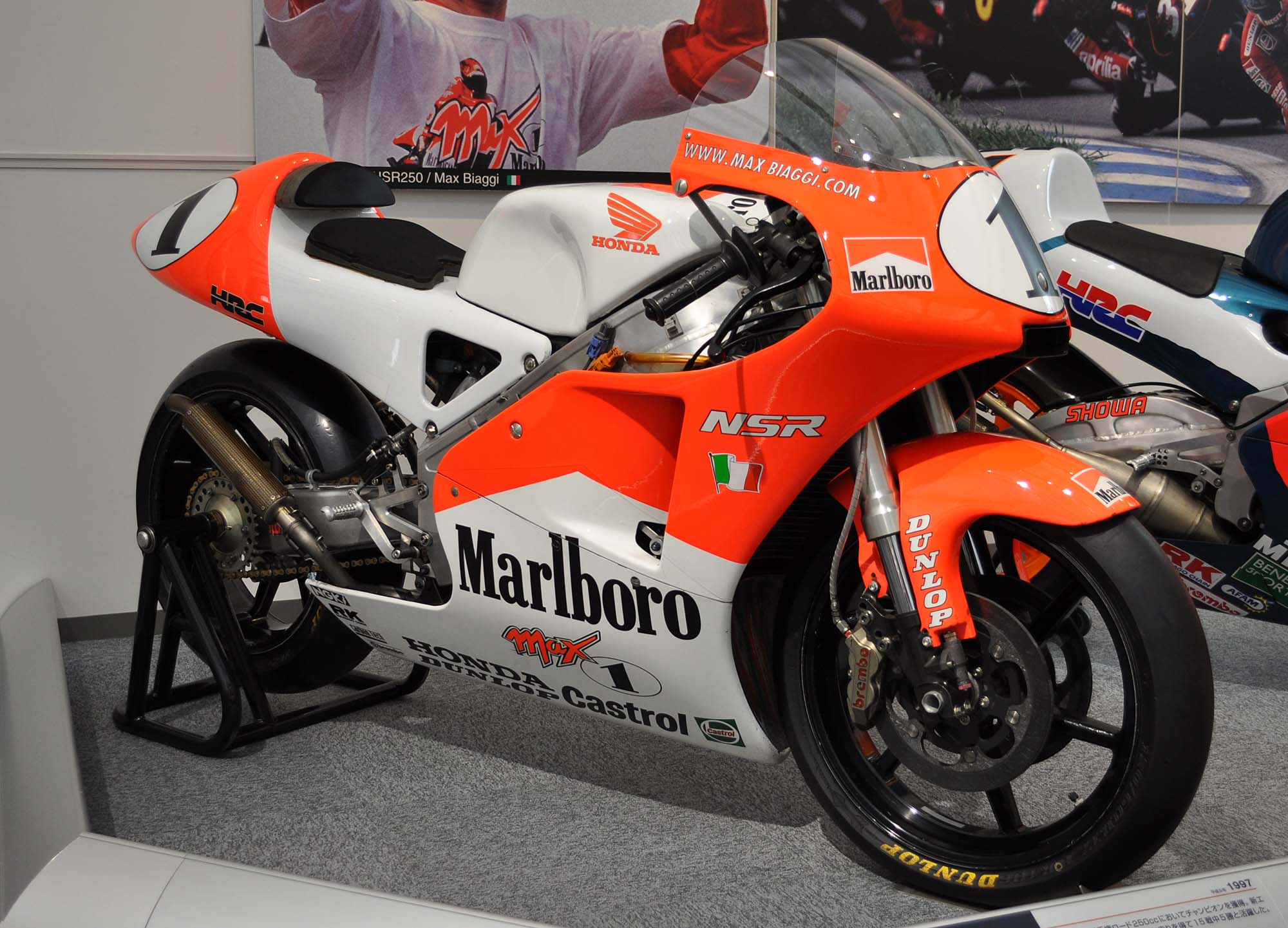
La Honda NSR250 del Marlboro Team Kanemoto, con la quale Biaggi vinse il titolo mondiale nel 1997.

Nel 1997, dopo il divorzio dall'Aprilia, approda alla Honda del Marlboro Team Kanemoto Honda di Erv Kanemoto. In questa stagione conquista 5 vittorie (Malesia, Italia, San Marino, Repubblica Ceca, Indonesia) ma, malgrado i cinque successi, dovrà lottare fino all'ultima gara per conquistare il suo 4º titolo iridato, che arriverà con appena 2 punti di vantaggio su Waldmann. Dopo questo trionfo, Biaggi passò alla classe 500, lasciando la 250 dove rimane apprezzato per il suo stile di guida efficace e pulito nonché per alcuni record tuttora imbattuti: unico pilota nella storia della quarto di litro a vincere 4 mondiali consecutivi con due moto diverse (Aprilia e Honda) oltre che primatista per numero di pole position e di podi.

##### Classe 500 e MotoGP

###### Honda (1998)
Nonostante un esordio trionfale e un'ottima prima stagione, nel prosieguo i suoi risultati complessivi nella 500 furono meno brillanti rispetto a quanto fatto registrare in 250. Nella stagione 1998 Biaggi, rimasto alla Honda, sempre nel team satellite di Kanemoto, debuttò con successo vincendo il Gran Premio del Giappone disputato a Suzuka, essendo partito dalla pole position e avendo effettuato il giro più veloce in gara: un hat trick riuscito, oltre che a lui, solo al finlandese Jarno Saarinen venticinque anni prima. Nel corso della stagione vinse anche il Gran Premio della Repubblica Ceca, ma l'evento clou del campionato fu a Barcellona il 20 settembre 1998 durante il Gran Premio di Catalogna.
A nove giri dal termine una caduta coinvolse la Yamaha del francese Jean-Michel Bayle e la Honda dello spagnolo Àlex Crivillé; i commissari di gara esposero le bandiere gialle (indicanti divieto di sorpasso per ragioni di sicurezza) mentre Biaggi si contendeva con Alex Barros il comando della corsa. Nella zona dell'incidente Biaggi sorpassò il brasiliano, che lo risopravanzò immediatamente: entrambi furono sanzionati con uno stop and go (una sosta forzata di dieci secondi ai box, senza poter apportare modifiche all'assetto della moto). Barros rientrò per scontare la penalità e chiuse poi al 7º posto; invece Biaggi decise di proseguire come se nulla fosse, sicché fu squalificato da una gara che fu vinta dal suo diretto avversario in classifica generale, l'australiano Mick Doohan, che prima di Barcellona era secondo nel mondiale proprio dietro all'italiano. Biaggi e Barros fecero ricorso, sostenendo che nel punto dove erano avvenuti i reciproci sorpassi fosse stato per loro impossibile vedere le bandiere gialle, ma la giuria internazionale li respinse entrambi, infliggendo inoltre a Biaggi un'ammenda di 5 000 franchi svizzeri (circa 6 000 000 di lire) dell'epoca.
Con questa bandiera nera subìta, Biaggi stabilisce il poco lusinghiero record di squalifiche in carriera nel motomondiale: 3. Al termine della stagione Biaggi chiuderà al secondo posto nella classifica mondiale, dietro a Doohan con 52 punti di distacco; terzo Crivillé a 10 punti dal romano.

###### Yamaha (1999-2002)

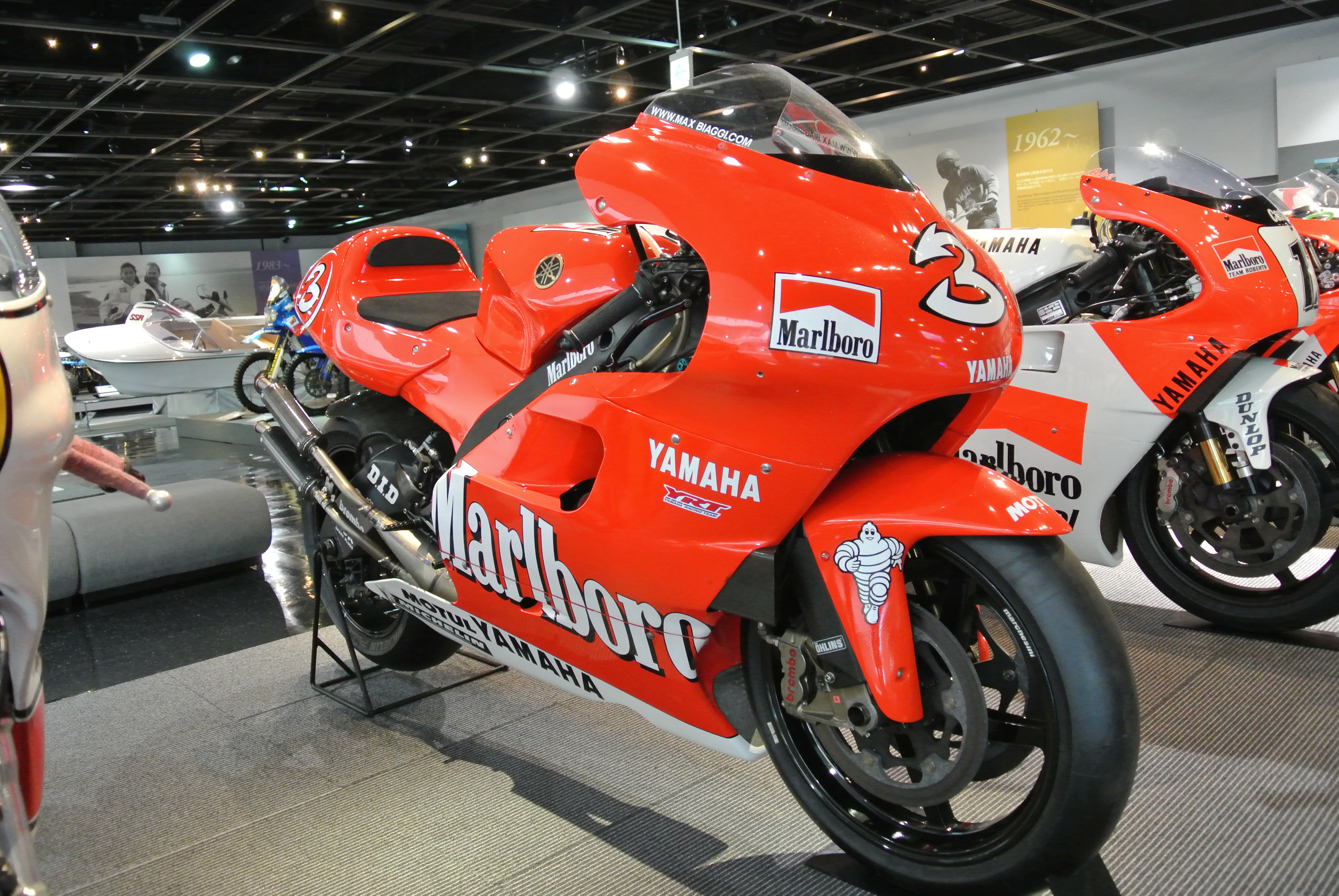
La Yamaha YZR 500 del Team Marlboro, con la quale Biaggi corse il motomondiale del 2001, cogliendo al Sachsenring l'ultima vittoria Yamaha nella classe 500.

Nel 1999 Biaggi decise allora di lasciare la Honda, con la quale aveva iniziato ad avere qualche screzio, per entrare a far parte del meno competitivo team Yamaha. Non inizia bene la stagione, col ritiro in Malesia; successivamente Biaggi conquisterà in dieci gare due secondi posti a Jerez e al Mugello, due quarti posti a Donington e in Repubblica Ceca e un quinto posto ad Assen. L'unica vittoria stagionale arriverà in Sudafrica e Biaggi concluderà la stagione, segnata nelle prime gare dall'infortunio di Doohan che lo costringe al ritiro, in quarta posizione dietro ad Àlex Crivillé, Kenny Roberts Junior e Tadayuki Okada. Nel 2000 ancora con la Yamaha si ritirò quattro volte nelle prime cinque gare. Nella seconda parte della stagione riuscirà a conquistare diversi podi e anche due successi, in Repubblica Ceca e Australia, piazzandosi a fine stagione in terza posizione dietro a Roberts Junior e al debuttante Valentino Rossi.
Il 2001 fu sicuramente una delle stagioni più avvincenti, sin dalla prima gara in Giappone, dove si accese la rivalità Biaggi-Rossi: una gomitata del romano fece andare fuori pista il pesarese; subito dopo arriverà la risposta di Rossi il quale, sorpassando il connazionale, gli mostrerà il dito medio. La gara si concluse con la vittoria di Rossi e col terzo posto di Biaggi. Ma Max in quella stagione fu protagonista di diversi buoni risultati oltre che di tre vittorie in Francia, Olanda e Germania. Biaggi e Rossi furono i protagonisti della stagione e il romano si presentò all'appuntamento di Brno da secondo in classifica, a 10 lunghezze di distacco dal pesarese, dopo aver recuperato parecchi punti nelle gare precedenti. Paradossalmente, in questo che è sempre stato il circuito preferito di Max, la stagione svoltò definitivamente a favore di Rossi: Biaggi cadde in Repubblica Ceca e suo malgrado incapperà nello stesso epilogo anche nei successivi fine settimana del Pacifico e della Malesia; complessivamente sbagliò più del rivale e alla fine Rossi prese il largo. Il campionato, l'ultimo nella storia delle mezzo litro, si concluderà con Biaggi in seconda posizione dietro a Rossi, staccato di 106 punti.
Il 2002 vide l'avvicendamento come classe regina tra la 500 e la MotoGP, con moto 4 tempi dalla cilindrata di 990 cm³. Alla stagione di debutto con le nuove mille Biaggi vinse in Repubblica Ceca e in Malaysia, nel circuito di Sepang. La stagione iniziò male per Biaggi, che colleziona solo 7 punti nei primi tre Gran Premi, ma riesce poi a proseguirla ad alti livelli, ottenendo otto podi e confermando il secondo posto dell'anno precedente a 140 punti da Rossi..

###### Ritorno in Honda (2003-2005)

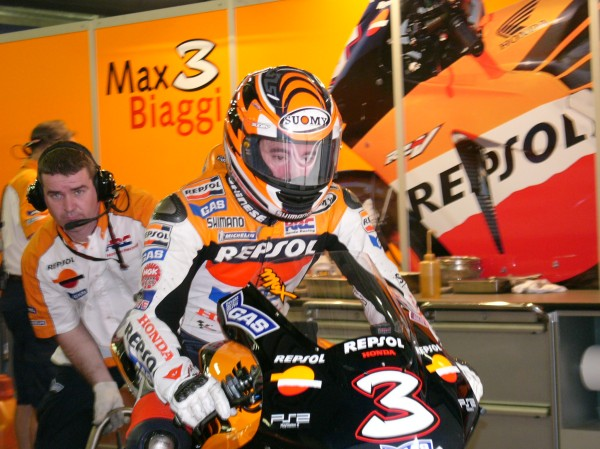
Biaggi ai box nel 2005, in sella alla RC211V del Repsol Honda Team.

Convinto che la Yamaha non fosse competitiva, nel 2003 Biaggi tornò alla Honda nel team Camel Pons, che non godeva di tutti gli aggiornamenti tecnici apportati alle moto della casa madre, terminando la stagione in terza posizione con 228 punti conquistati. Con la scuderia di Sito Pons, nel 2003 ottenne buoni risultati sin dalla prima gara, riuscendo a vincere due Gran Premi nella stagione in Gran Bretagna e a Motegi, contro le 4 vinte dall'emergente Sete Gibernau, che concluse secondo in classifica generale con 277, punti e le 9 vinte da Valentino Rossi, vincitore del titolo.
Il 2004 sembra l'anno buono: si ben comporta nei test, e nella prima metà di stagione centra numerosi podi nonché una vittoria in Germania, dopo una lotta all'ultima curva con Alex Barros, che lo porta al secondo posto della classifica, a un solo punto da Rossi passato in quell'anno alla Yamaha. Nelle gare successive però un dodicesimo posto a Donington, dovuto a delle noie al cambio, e due ritiri consecutivi all'Estoril e a Motegi (entrambi causati da contatti con Loris Capirossi nelle prime battute) lo allontanano dalla lotta per il titolo. Giungerà alla fine terzo a 87 punti di distacco da Rossi, e dietro a Gibernau. Chiuse tra l'altro la stagione fratturandosi un piede, in seguito a una caduta in un test sulla pista di Latina con una moto supermotard, il che gli impedì di partecipare ad alcuni test invernali.
Nel 2005 passò al team Repsol HRC e poté così gareggiare con una moto Honda "ufficiale", ma disputò la sua peggior stagione in MotoGP, dato che non riuscì a vincere nessuna gara, riuscì a conquistare solo 4 podi, tra cui quello al Mugello dopo una lotta con il rivale Valentino Rossi. La stagione fin dall'inizio non fu delle migliori, anche se Biaggi fu per lungo tempo secondo in classifica generale, seppur molto lontano da Rossi. L'involuzione principale avviene dopo il gp di Motegi (nel quale era arrivato secondo): da lì in poi Biaggi cade due volte ed è sempre molto lontano dai primi. Alla fine conclude la stagione in quinta posizione, dietro a Valentino Rossi, Marco Melandri, Nicky Hayden e Colin Edwards.
In seguito alle sue dichiarazioni sulla deludente stagione, i dirigenti Honda HRC decisero di non affidargli una moto ufficiale per il 2006, vietando al team di Sito Pons, con il quale Biaggi aveva già un precontratto, di includere Biaggi nel team stesso. Questa decisione scatenò la ritorsione della Camel, sponsor principale della squadra, che, a causa della mancata conferma di Biaggi, decise di rompere il contratto di sponsorizzazione con la Honda.

###### La rivalità con Valentino Rossi

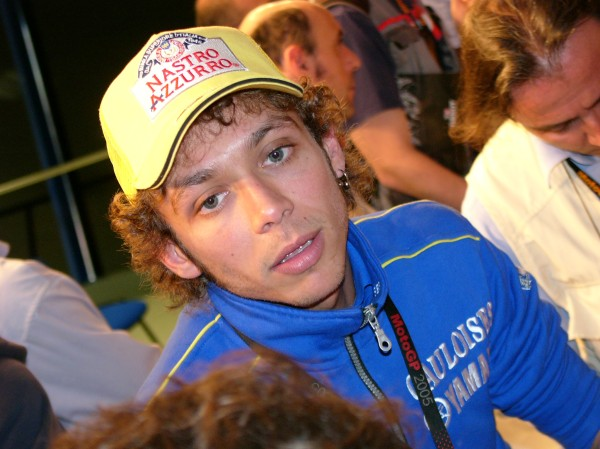
Valentino Rossi è stato il principale rivale in pista di Biaggi: i due piloti italiani hanno dato vita per anni a un'accesa sfida sportiva.

Durante la seconda parte della sua carriera, Biaggi ha avuto un'accesa rivalità con l'altro principale pilota italiano dell'epoca, Valentino Rossi. Il loro rapporto, dentro e fuori la pista, è stato per anni al centro dell'attenzione degli appassionati e della stampa specializzata internazionale, contribuendo non poco a tener viva la popolarità della disciplina.
Nei primi tempi, la rivalità Biaggi-Rossi fu caratterizzato da forti scontri, sia verbali che durante lo svolgimento delle gare, con comportamenti anche piuttosto duri da parte dei due piloti. Negli ultimi anni della loro coesistenza in pista, tuttavia, questi dissidi hanno finito per affievolirsi sempre più, tanto che, dopo il ritiro agonistico di Biaggi, entrambi si sono lasciati alle spalle gli attriti del passato rendendosi protagonisti di una certa distensione nei confronti del rispettivo rivale.

#### Campionato mondiale Superbike

##### Suzuki (2007)
Dopo un anno sabbatico, il 15 settembre 2006 viene annunciato il suo ingaggio con la Suzuki per partecipare nella stagione 2007 al Campionato mondiale Superbike, in sella a una GSX-R 1000 K7 del Team Alstare Suzuki Corona Extra che, pur essendo una struttura privata, era da anni il team di riferimento della casa giapponese per la categoria. Il 24 febbraio 2007 fa il suo esordio nel GP del Qatar, vincendo la prima manche e piazzandosi 2º nella prova pomeridiana.

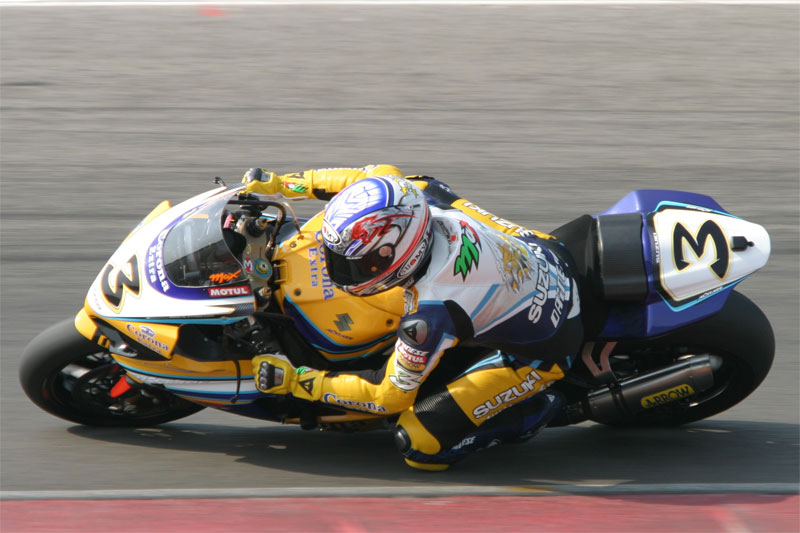
Biaggi nel 2007 in SBK, ad Assen, con la Suzuki GSX-R del Team Alstare.

Nei successivi gran premi sale diverse volte sul podio, ottenendo discreti risultati, che lo tengono in corsa per il Mondiale. Sul tracciato di Vallelunga, Biaggi, che ha parecchi punti di ritardo su Toseland, vince la prima manche e si piazza secondo nella successiva, rimandando così il verdetto sul titolo all'ultimo Gran Premio, che si disputa in Francia e che vedrà il titolo andare a James Toseland, davanti a Noriyuki Haga e allo stesso Biaggi. Biaggi conclude un'ottima stagione d'esordio in terza posizione, con 397 punti ottenuti soprattutto grazie a 3 vittorie (Qatar, Brno e Vallelunga) e a 17 podi. Sulla lotta all'iride, conclusasi a favore di Toseland, pesano alcuni errori commessi dal romano, i quali gli hanno tolto qualche punto che poteva decidere il mondiale a favore suo.
Il 18 ottobre 2007 viene resa nota la notizia che la Suzuki non può rinnovare il contratto di Biaggi per la stagione 2008 perché, dopo aver perso il suo sponsor principale, non ha più le possibilità economiche per pagare uno stipendio così alto.

##### Ducati (2008)
Il 30 ottobre 2007, in un comunicato congiunto, il Team Sterilgarda del manager-pilota Marco Borciani e Max Biaggi annunciano di aver trovato l'accordo per la stagione agonistica 2008; pertanto il pilota romano, svanita l'ipotesi di un ritorno in MotoGP con il team Honda Gresini, continua la sua avventura nel mondiale Superbike con una Ducati 1098R versione clienti del Team Sterilgarda Go Eleven. Nel team italiano trova come compagno di squadra lo spagnolo Rubén Xaus.

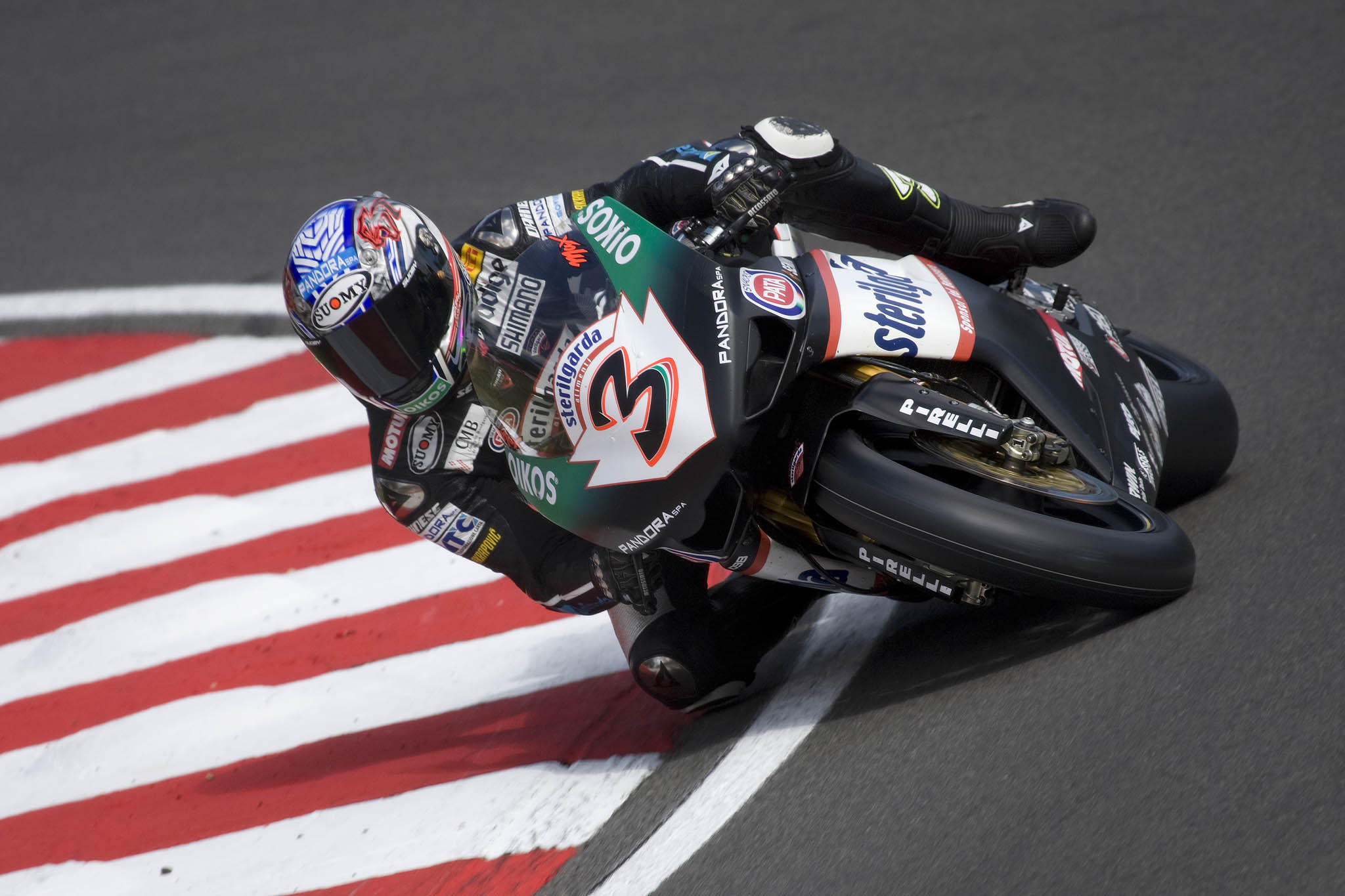
Biaggi nel 2008, in piega con la Ducati 1098 del Team Sterilgarda.

La stagione è nel complesso peggiore della precedente: Biaggi non riesce a imporsi su nessun tracciato, ma colleziona comunque 7 podi (3 secondi e 4 terzi posti) e chiude il campionato 2008 al settimo posto in classifica generale, risultando il migliore tra i privati.
Da segnalare l'infortunio capitatogli nel Gran premio in Australia, che ha condizionato il proseguimento della stagione, nella quale fino ad allora (anche se c'erano stati solo due appuntamenti) Biaggi aveva dimostrato di essere molto competitivo, imponendo al pilota romano uno stop di circa un mese a causa di una frattura del radio del braccio sinistro.

##### Aprilia (2009-2012)

###### 2009
Il 19 settembre 2008, sfumata la possibilità di salire sulla Ducati ufficiale (dalla quale si sente tradito poiché, a quanto diceva, aveva già un precontratto), viene annunciato il suo ingaggio da parte dell'Aprilia per guidare la nuova RSV4, con la quale si presenta al via del mondiale 2009 con lo scopo di sviluppare la moto e renderla abbastanza competitiva per provare a conquistare il titolo mondiale nella stagione 2010.

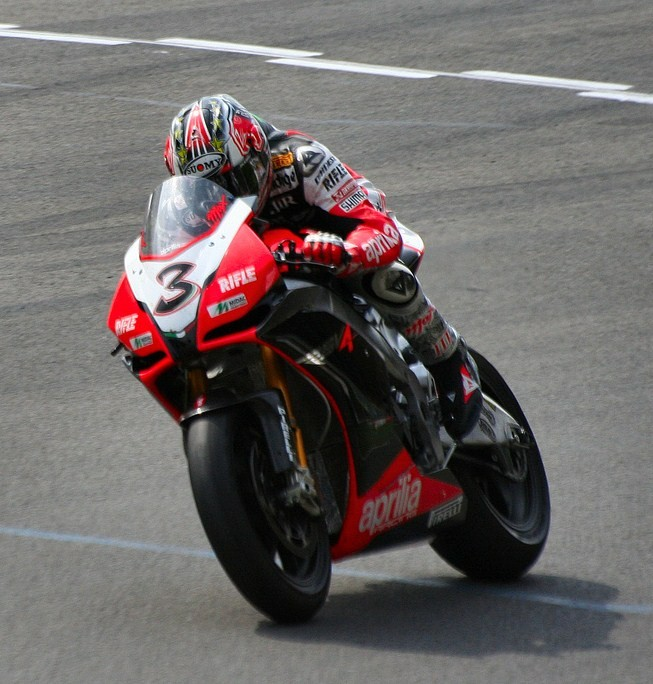
Biaggi in azione sull'esordiente Aprilia RSV4 nel 2009.

Dopo un inizio non positivo in Australia, ottiene due terzi posti in Qatar. Nelle gare successive riesce a ottenere discreti risultati con un'Aprilia ancora molto acerba e difficile da guidare, con la quale commette molti errori. Dopo due pessime manche a Misano, la stagione di Biaggi cambia radicalmente faccia nella gara successiva a Donington, dove ottiene il secondo posto. Da lì in poi Biaggi e la sua Aprilia si trovano costantemente nella parte alta della classifica, ottenendo altri sei podi, fra i quali una vittoria a Brno in gara 1 e un podio a Portimao in gara 1, podio insperato, visto l'infortunio riportato in una caduta nelle prove libere. Biaggi migliora i risultati della stagione precedente in Ducati, arrivando quarto nella classifica mondiale piloti.

###### 2010
Il 2010 lo affronta sempre con l'RSV4 colorata con i nuovi colori dello sponsor Alitalia. Nella prima metà di stagione i protagonisti assoluti sono i due principali contendenti al titolo: Max Biaggi e la rivelazione Leon Haslam con la Suzuki. I due si rivelano veloci e costanti e pian piano scavano un pesante distacco con il resto della classifica, formata da piloti veloci ma non costantemente competitivi, sfortunati e inclini all'errore.
Il centauro romano è costretto a un non facile inseguimento dopo il primo appuntamento in Australia, dove perde 26 punti da Leon Haslam. Biaggi si dimostra sicuro della sua forza e della forza dell'Aprilia, non facendosi prendere dalla frenesia, senza prendere rischi e accontentandosi nei circuiti un po' meno favorevoli alla sua moto (i tracciati lenti tipo Valencia, Assen e Kyalami), e sfruttando invece tutte le potenzialità del suo mezzo nei circuiti più favorevoli (i tracciati veloci o misto-veloci come Portimão, Monza e Salt Lake City), migliorando sempre la posizione ottenuta in Superpole e senza mai ritirarsi. Nelle tre doppiette ottenute sin qui ottiene sempre un primato: la prima doppietta la ottiene nel secondo appuntamento a Portimao, battendo entrambe le volte in volata il rivale britannico Haslam: questa in Portogallo è la prima doppietta della carriera nel romano; nel fine settimana di Monza, oltre ai 50 punti, ottiene la prima superpole e la 50ª vittoria in carriera; nell'appuntamento di metà stagione a Salt Lake City, dopo un lungo tira e molla in classifica con Haslam, il centauro romano si porta in testa alla classifica iridata grazie alla doppietta, facilitata dai ritiri di Carlos Checa per guasti della sua Ducati e al primo ritiro stagionale del britannico in gara 2 a causa di una caduta. Al giro di boa della stagione (14 gare su 26) Biaggi culmina la rimonta, passando in testa con 257 punti, 15 di vantaggio su Leon Haslam e 106 di vantaggio su Jonathan Rea.

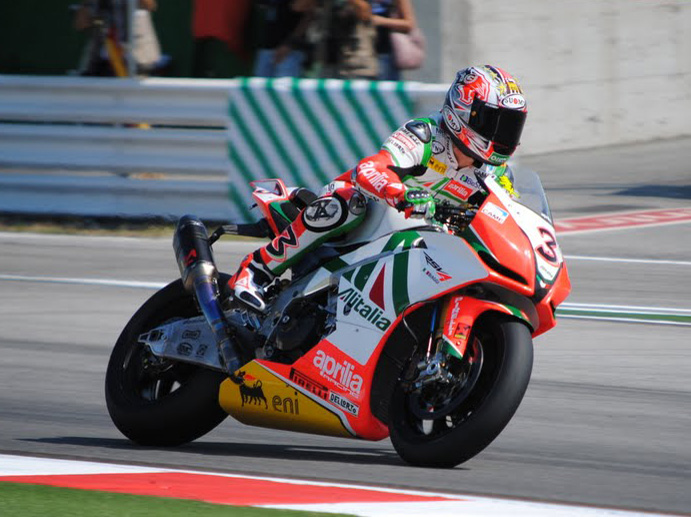
Biaggi nel 2010 sulla RSV4 del Team Aprilia Alitalia Racing.

Il week end di Misano Adriatico rappresenta il secondo round italiano nel tabellone del Mondiale e per il binomio Aprilia/Biaggi non si preannuncia una gara semplice, viste le caratteristiche lente e i pessimi risultati dello anno precedente. L'esame Misano viene però superato brillantemente: Biaggi vince entrambe le gare, impressionando in gara 2, nella quale rifila otto secondi di distacco al secondo dopo aver rimontato dal quarto posto; l'Aprilia si dimostra competitiva anche nei circuiti lenti e la graduatoria vede Biaggi allungare su Haslam, secondo in gara 2, ma ottavo in gara 1 dove non trova il settaggio ideale.
Due settimane dopo si va a Brno, circuito storicamente favorevole al pilota romano. Biaggi non centra la doppietta e divide il bottino con Rea, vincendo gara 2 e arrivando secondo in gara 1. Il week-end è disastroso per il rivale Haslam, prima ottavo e poi decimo, e Biaggi si ritrova con l'enorme vantaggio di 68 punti a 4 appuntamenti dalla fine. Biaggi controlla senza prendere troppi rischi nei week-end a Silverstone (quinto e sesto) e al Nurburbring (dove vince la seconda superpole in carriera, ma non va oltre il quarto e il quinto posto, peggiorando per la prima volta stagionale in gara il risultato della superpole), perdendo in totale solo 10 punti da Haslam.

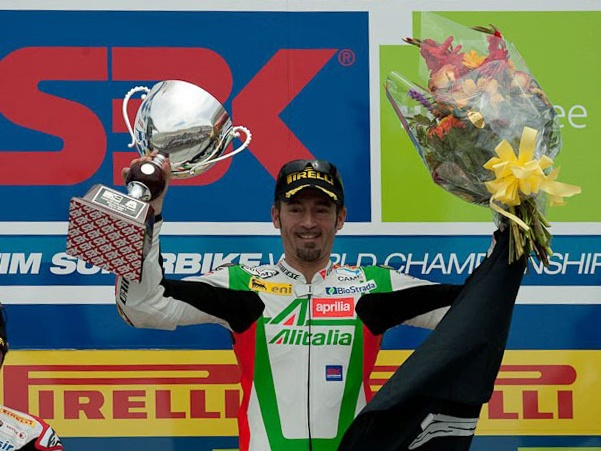
Biaggi festeggia la vittoria al Miller Motorsports Park che lo proiettò in testa alla classifica del mondiale SBK 2010, conclusosi con il suo successo finale.

Il week-end che può incoronare il Corsaro è quindi quello del 24-26 settembre di Imola, nel quale gli basterebbe perdere meno di 9 punti da Haslam per incoronarsi campione. La gara 1 è per Biaggi piena di difficoltà: il romano appare molto "impiccato" e non a suo agio fra i saliscendi imolesi e, a causa di due contatti con Luca Scassa, termina la gara in undicesima posizione. La gara nelle posizioni di testa è molto accesa e si riduce all'ultimo giro al duello Checa-Haslam: il britannico non s'accontenta della piazza d'onore e prova un sorpasso impossibile, finendo lungo e arrivando quinto anziché secondo, guadagnando così solo sei punti sul romano. Gara 2 inizia con tutt'altro piglio per il romano, molto veloce fin dalle prime battute e in piena lotta per il podio davanti ad Haslam, ma l'emozionante duello iridato viene bruscamente interrotto da un problema al motore della Suzuki dell'inglese, che è costretto a dire addio ai sogni iridati, consegnando il mondiale a Biaggi che, ormai matematicamente campione, finisce la gara al quinto posto. Max Biaggi diventa così il primo italiano campione del mondo in Superbike, conseguendo il suo quinto titolo iridato (a 13 anni di distanza dal quarto) e diventando così il secondo pilota vincitore di un titolo sia in Superbike sia nel Motomondiale, dopo lo statunitense John Kocinski.
Il Mondiale 2010 si conclude sul tracciato francese di Magny-Cours, dove Biaggi, febbricitante ma ora senza pressione, ottiene il 4º posto in gara 1 e la vittoria in gara 2; piazzamenti che di fatto consegnano all'Aprilia il titolo mondiale costruttori. Per Biaggi la stagione si conclude senza alcun nessun ritiro e con 10 vittorie e 14 podi, che fruttano 451 punti: 75 in più rispetto al secondo, Leon Haslam, e, complice l'infortunio di Rea, ben 154 punti in più rispetto al terzo, Carlos Checa.

###### 2011

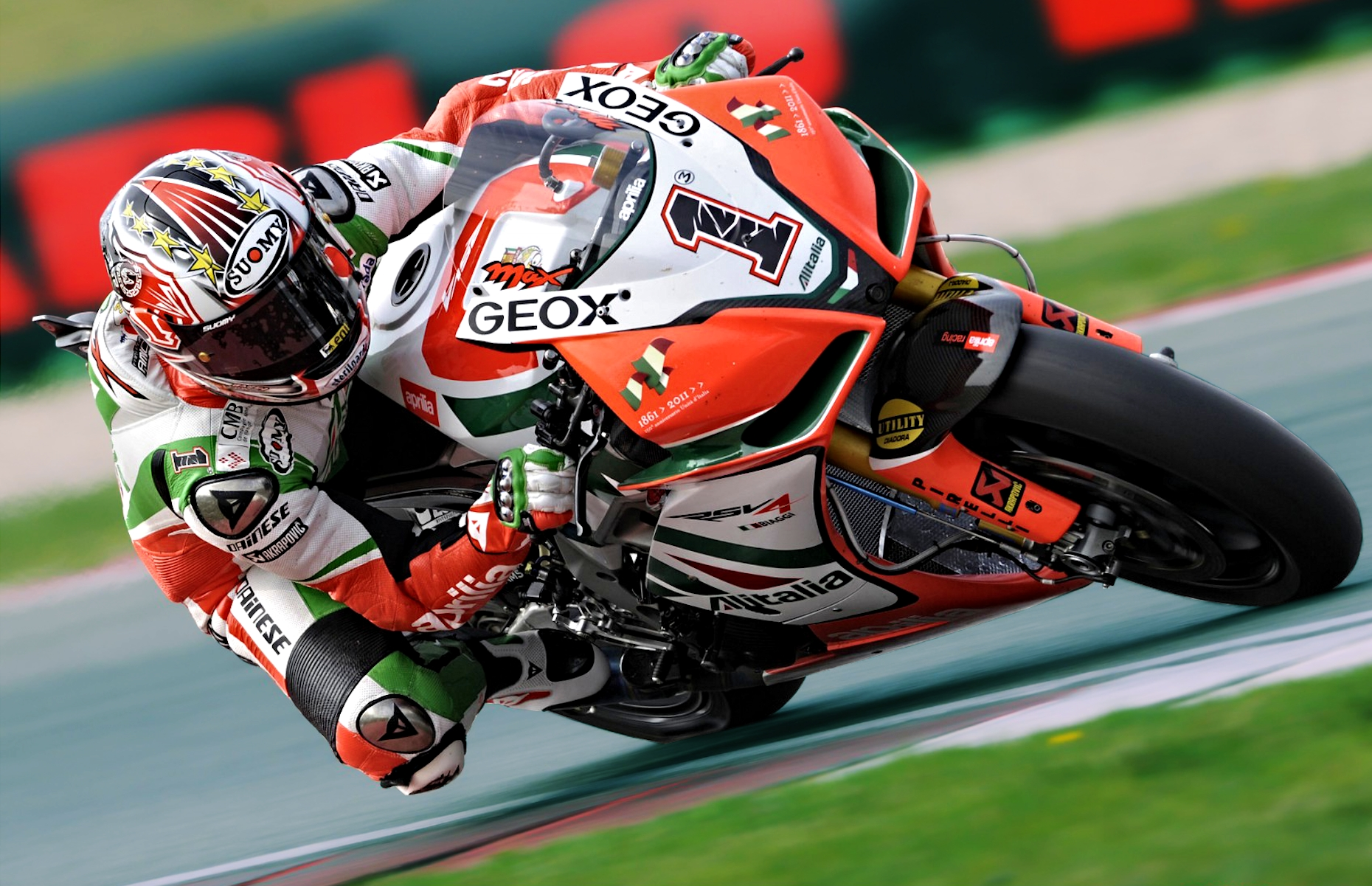
Biaggi nel 2011 col n. 1 sulla RSV4 del Team Aprilia Racing.

Per la stagione 2011 rimane nello stesso team e con lo stesso compagno di squadra, ma torna a correre dopo 14 anni con il numero 1 sul cupolino. La stagione parte con due secondi posti nelle due manche australiane di Phillip Island, dietro solo a Carlos Checa, ma già al secondo round nella rientrante Donington, Biaggi (eloquente il litigio con Melandri dopo la superpole) commette numerosi errori in gara 1 che lo relegano al settimo posto, mentre in gara 2 viene addirittura squalificato dopo non aver rispettato il drive trough combinatogli per essersi mosso sulla casella di partenza.
Il pilota romano sembra riprendersi nella prova olandese di Assen con due secondi posti dietro Jonathan Rea e Checa, ma poi ricade in una gara interlocutoria a Monza: dopo aver ottenuto la superpole, in gara 1 i troppi errori gli fanno cedere la prima posizione in favore di Eugene Laverty, mentre poi in gara 2, quando è in testa, gli viene assegnata una penalità per taglio di chicane.
Dopo la trasferta americana di Salt Lake City e la seconda prova italiana di Misano, Carlos Checa prende il largo con quattro vittorie ma Biaggi, più immediato inseguitore dopo un ritiro (contatto con Rea) e un terzo posto a Miller Park, e doppia piazza d'onore al Santa Monica, recupera nella esordiente prova spagnola di Aragón e a Brno, dove si divide con Melandri le superpole e i primi due gradini del podio. Il mondiale sembra riaperto, ma a Silverstone Checa caccia indietro uno spento Biaggi (undicesimo e quarto).
Biaggi abdica nel successivo appuntamento tedesco del Nürburgring a causa di uno infortunio al piede occorsogli durante le prove libere, che lo costringe a saltare tre appuntamenti. Si ripresenta al round conclusivo di Portimão dove con un quarto e un settimo posto riesce a recuperare il terzo posto, ottenuto ai danni di Laverty per il maggior numero di secondi posti (nove). Biaggi chiude così il mondiale 2011 con 303 punti, frutto di due vittorie e dodici podi.

###### 2012

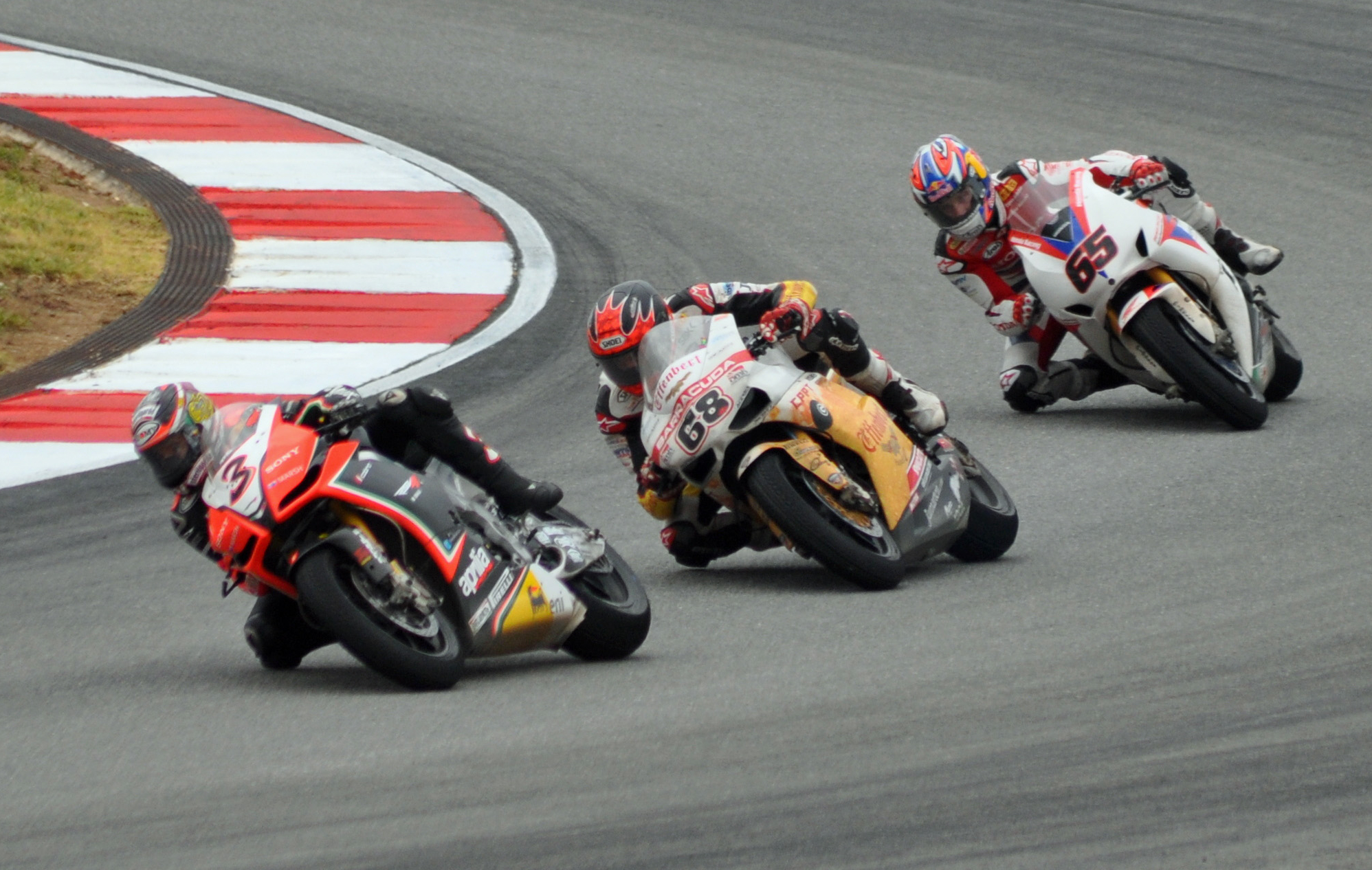
Biaggi precede McCormick e Rea a Portimão durante la stagione 2012.

Per il 2012 rimane nello stesso team, ma con Eugene Laverty come compagno di squadra. Nella prima corsa lotta nei primi giri con Carlos Checa, che cade rendendo facile la vittoria a Max. In gara 2, con un gran recupero dopo un errore, riesce a concludere la gara in seconda posizione, preceduto solo dallo spagnolo. Il prosieguo della stagione lo vede piazzarsi sempre fuori dal podio ma, grazie ai vari errori degli avversari, riesce a restare in testa al mondiale. A Donington, precisamente in gara 2, riesce a tornare sul podio, piazzandosi al secondo posto, e ci riesce anche nella gara successiva negli Stati Uniti. A Misano torna a vincere, mettendo a segno una doppietta che gli permette di allungare sugli avversari. Ad Aragon riesce nuovamente a vincere, in gara 1, davanti a Marco Melandri sfiorando la terza piazza nella successiva manche. Nelle gare successive non riesce più ad andare a podio, perdendo tutto il vantaggio che aveva accumulato sui suoi avversari.
Torna sul podio solo nella gara 1 di Mosca, cadendo però in gara 2 e regalando la leadership del mondiale a Melandri. Si rifà al Nürburgring, dove vince gara 1 e, approfittando di due cadute di Melandri, ritorna in testa al campionato. Al penultimo appuntamento di Portimao, in gara 1 Biaggi è quarto dopo una gara sul bagnato, mentre in gara 2 ottiene il terzo gradino del podio; questi piazzamenti, complici i guai occorsi in terra portoghese agli inseguitori Melandri e Tom Sykes, gli permettono di allungare in classifica.
Nell'ultimo appuntamento mondiale, a Magny Cours, Biaggi si laurea al fotofinish campione del mondo Superbike per la seconda volta in carriera: in una domenica rocambolesca – nonostante una caduta in gara 1 e il quinto posto in gara 2 – il pilota romano ha la meglio su Sykes, che lo tallonava in classifica, per appena mezzo punto di vantaggio (il distacco più ridotto nella storia della categoria). Max Biaggi conquista così all'età di 41 anni il suo 6º alloro mondiale (tra prototipi e derivate di serie); a questo si aggiungono il 50º e 51º titolo per Aprilia e il 100º e 101º per il Gruppo Piaggio, conquistati rispettivamente nelle categorie costruttori e piloti.
Il 7 novembre 2012, con una conferenza stampa all'autodromo di Vallelunga, Biaggi annuncia il suo ritiro dall'attività agonistica.

#### Dopo il ritiro
Lasciate le competizioni motociclistiche, nel 2013 collabora con Mediaset come seconda voce nelle telecronache delle gare del campionato mondiale Superbike. Negli anni seguenti diventa commentatore tecnico per Sky Sport nelle gare del motomondiale.
Nel 2015, dopo due anni e mezzo di lontananza dalle corse, torna in sella, divenendo collaudatore del team Aprilia Racing per quel che concerne i test di sviluppo della RSV4 RF. Sempre nella stessa stagione torna a competere nel campionato mondiale Superbike, partecipando come wild card ai Gran Premi di Misano e di Sepang, e cogliendo il podio nella prova malese.
Il 9 giugno 2017, durante un allenamento al circuito "Il Sagittario" di Latina, subisce un grave incidente, riportando fratture multiple e un trauma cranico; in seguito alle conseguenze di tale infortunio e allo shock subito, il successivo 18 luglio decide di ritirarsi definitivamente dall'agonismo.

#### Altri sport

Biaggi sulla pista di Nardò nel 1994, in sella al prototipo Violent Violet dell'ingegnere Fabio Fazi (in piedi), con cui il pilota stabilì diversi record di velocità per la categoria elettrica.

Per quanto concerne le moto, è rilevante il legame di Biaggi con il mondo dell'elettrico. Nel 1994, ancora nella fase sperimentale di questa propulsione, partecipa allo sviluppo della Violent Violet, un prototipo realizzato su base Gilera SP dall'ingegnere Fabio Fazi, e con cui il pilota romano il 2 giugno dello stesso anno stabilisce sulla pista di Nardò cinque record per la categoria, compreso quello della velocità massima (168 km/h). Nel 2019 inizia la collaborazione con Voxan, marchio della casa monegasca Venturi Automobiles, per lo sviluppo di un prototipo da corsa derivato dal modello di serie Wattman. In sella a questa, tra il 31 ottobre e il 1º novembre 2020 stabilisce all'aeroporto di Châteauroux undici nuovi primati per una moto elettrica, su tutti quello della velocità assoluta (408 km/h); record ulteriormente migliorati tra il 18 e il 23 novembre 2021 al John F. Kennedy Space Center in Florida, quando Biaggi e Voxan hanno stabilito la nuova velocità massima (470 km/h) e altri venti nuovi primati per moto elettriche semi-aerodinamiche sotto i 300 chilogrammi.
Sempre nelle due ruote, il 28 settembre 2015 vince entrambe le sfide dell'ultima prova del Campionato Italiano e Internazionali d'Italia Supermoto a Ottobiano, categoria "On Road": piazzatosi secondo in qualifica, in gara-1 stava mantenendo tale posizione fino a che la caduta del leader gli apre le strade del successo; in gara-2 invece domina dal primo all'ultimo giro.
Biaggi vanta anche divagazioni nell'ambito delle quattro ruote. Nel 1999 prova sul circuito di Fiorano la Ferrari F399, monoposto di Formula 1, ottenendo ottimi riscontri cronometrici quantificati, ufficiosamente, in soli 5" in più della migliore prestazione ottenuta dal pilota titolare Michael Schumacher. Il 18 gennaio 2006, anno nel quale Biaggi non partecipa ad alcuna competizione ufficiale, prova durante una sessione di tre giorni di test privati a Silverstone una Midland F1 con motore Toyota; in seguito a ciò, alcuni giornali danno la notizia di un'offerta della scuderia russa al pilota romano come test driver per la stagione 2006, ma la cosa si rivela essere esclusivamente una trovata promozionale.

### Dirigente
Dal 19 dicembre 2016 veste i panni del team manager, fondando una squadra motociclistica denominata Max Racing Team. Iscritta per il biennio 2017-2018 al Campionato Italiano Velocità, dal 2019 compete nella classe Moto3 nel motomondiale; nello stesso anno ottiene il suo migliore risultato con il secondo posto di Arón Canet nella classifica piloti. L'avventura nella classe minore del motomondiale procede fino al termine della stagione 2022, dove ottiene la doppietta al Gran Premio della Malesia, quando viene annunciato che il team non parteciperà alla stagione successiva.

## Vita privata
Risiede nel Principato di Monaco ed è soprannominato il Corsaro.
In passato sono state spesso attribuite a Biaggi relazioni con donne famose, tra le quali le supermodelle internazionali Naomi Campbell, Claudia Schiffer e la showgirl e attrice Anna Falchi. È stato legato per undici anni alla showgirl ed ex Miss Italia Eleonora Pedron, dalla quale ha avuto due figli. Dal 2015 al 2017 è stato legato alla cantante Bianca Atzei.
Anche suo nipote, Federico Mandatori, è un pilota motociclistico professionista.

## Risultati in gara

### Motomondiale
| 1991 | Classe | Moto    |  |  |  |  |  |  |  |     |  |    |     |    |  |  |  |  |  | Punti | Pos. |
| ---- | ------ | ------- |  |  |  |  |  |  |  | --- |  | -- | --- | -- |  |  |  |  |  | ----- | ---- |
| 1991 | 250    | Aprilia |  |  |  |  |  |  |  | Rit |  | 13 | Rit | 12 |  |  |  |  |  | 7     | 27º  |

| 1992 | Classe | Moto    |     |   |     |    |   |   |   |     |     |    |     |   |   |  |  |  |  | Punti | Pos. |
| ---- | ------ | ------- | --- | - | --- | -- | - | - | - | --- | --- | -- | --- | - | - |  |  |  |  | ----- | ---- |
| 1992 | 250    | Aprilia | Rit | 8 | Rit | 10 | 3 | 3 | 2 | Rit | Rit | NP | Rit | 2 | 1 |  |  |  |  | 78    | 5º   |

| 1993 | Classe | Moto  |   |    |     |   |   |   |     |   |   |   |   |     |     |   |  |  |  | Punti | Pos. |
| ---- | ------ | ----- | - | -- | --- | - | - | - | --- | - | - | - | - | --- | --- | - |  |  |  | ----- | ---- |
| 1993 | 250    | Honda | 3 | 17 | Rit | 2 | 5 | 4 | Rit | 1 | 5 | 6 | 2 | Rit | Rit | 3 |  |  |  | 142   | 4º   |

| 1994 | Classe | Moto    |   |   |   |     |   |   |   |     |   |     |   |   |   |   |  |  |  | Punti | Pos. |
| ---- | ------ | ------- | - | - | - | --- | - | - | - | --- | - | --- | - | - | - | - |  |  |  | ----- | ---- |
| 1994 | 250    | Aprilia | 1 | 1 | 4 | Rit | 2 | 2 | 1 | Rit | 3 | Rit | 1 | 2 | 2 | 1 |  |  |  | 234   | 1º   |

| 1995 | Classe | Moto    |   |   |   |   |   |   |   |   |   |   |   |   |   |  |  |  |  | Punti | Pos. |
| ---- | ------ | ------- | - | - | - | - | - | - | - | - | - | - | - | - | - |  |  |  |  | ----- | ---- |
| 1995 | 250    | Aprilia | 3 | 1 | 9 | 2 | 1 | 1 | 1 | 2 | 1 | 1 | 2 | 1 | 1 |  |  |  |  | 283   | 1º   |

| 1996 | Classe | Moto    |   |   |   |   |   |   |   |   |   |     |   |     |   |     |   |  |  | Punti | Pos. |
| ---- | ------ | ------- | - | - | - | - | - | - | - | - | - | --- | - | --- | - | --- | - |  |  | ----- | ---- |
| 1996 | 250    | Aprilia | 1 | 2 | 1 | 1 | 1 | 1 | 3 | 4 | 1 | Rit | 1 | Rit | 1 | Rit | 1 |  |  | 274   | 1º   |

| 1997 | Classe | Moto  |   |   |   |   |   |   |    |   |   |   |     |   |   |   |   |  |  | Punti | Pos. |
| ---- | ------ | ----- | - | - | - | - | - | - | -- | - | - | - | --- | - | - | - | - |  |  | ----- | ---- |
| 1997 | 250    | Honda | 1 | 7 | 3 | 1 | 3 | 2 | SQ | 1 | 4 | 5 | Rit | 1 | 2 | 1 | 2 |  |  | 250   | 1º   |

| 1998 | Classe | Moto  |   |   |   |   |   |   |   |   |   |   |   |    |   |   |  |  |  | Punti | Pos. |
| ---- | ------ | ----- | - | - | - | - | - | - | - | - | - | - | - | -- | - | - |  |  |  | ----- | ---- |
| 1998 | 500    | Honda | 1 | 3 | 3 | 2 | 5 | 6 | 2 | 6 | 2 | 1 | 3 | SQ | 8 | 5 |  |  |  | 208   | 2º   |

| 1999 | Classe | Moto   |     |   |   |     |   |     |   |   |     |   |   |   |   |   |   |   |  | Punti | Pos. |
| ---- | ------ | ------ | --- | - | - | --- | - | --- | - | - | --- | - | - | - | - | - | - | - |  | ----- | ---- |
| 1999 | 500    | Yamaha | Rit | 9 | 2 | Rit | 2 | Rit | 5 | 4 | Rit | 4 | 3 | 7 | 2 | 1 | 2 | 2 |  | 194   | 4º   |

| 2000 | Classe | Moto   |     |   |     |     |     |   |   |   |   |   |   |   |   |   |   |   |  | Punti | Pos. |
| ---- | ------ | ------ | --- | - | --- | --- | --- | - | - | - | - | - | - | - | - | - | - | - |  | ----- | ---- |
| 2000 | 500    | Yamaha | Rit | 4 | Rit | Rit | Rit | 9 | 5 | 4 | 9 | 4 | 1 | 4 | 3 | 5 | 3 | 1 |  | 170   | 3º   |

| 2001 | Classe | Moto   |   |   |    |   |   |   |   |   |   |    |   |    |     |   |     |   |  | Punti | Pos. |
| ---- | ------ | ------ | - | - | -- | - | - | - | - | - | - | -- | - | -- | --- | - | --- | - |  | ----- | ---- |
| 2001 | 500    | Yamaha | 3 | 8 | 11 | 1 | 3 | 2 | 1 | 2 | 1 | 10 | 5 | 10 | Rit | 2 | Rit | 3 |  | 219   | 2º   |

| 2002 | Classe | Moto   |     |   |    |   |   |   |   |   |   |   |   |   |     |   |   |   |  | Punti | Pos. |
| ---- | ------ | ------ | --- | - | -- | - | - | - | - | - | - | - | - | - | --- | - | - | - |  | ----- | ---- |
| 2002 | MotoGP | Yamaha | Rit | 9 | SQ | 3 | 2 | 4 | 4 | 2 | 2 | 1 | 6 | 2 | Rit | 1 | 6 | 3 |  | 215   | 2º   |

| 2003 | Classe | Moto  |   |   |   |   |   |    |   |   |     |   |   |   |   |   |    |   |  | Punti | Pos. |
| ---- | ------ | ----- | - | - | - | - | - | -- | - | - | --- | - | - | - | - | - | -- | - |  | ----- | ---- |
| 2003 | MotoGP | Honda | 2 | 3 | 2 | 5 | 3 | 14 | 2 | 1 | Rit | 5 | 2 | 4 | 1 | 3 | 17 | 4 |  | 228   | 3º   |

| 2004 | Classe | Moto  |   |   |   |   |   |   |   |   |    |   |     |     |   |   |   |   |  | Punti | Pos. |
| ---- | ------ | ----- | - | - | - | - | - | - | - | - | -- | - | --- | --- | - | - | - | - |  | ----- | ---- |
| 2004 | MotoGP | Honda | 2 | 2 | 3 | 3 | 8 | 4 | 2 | 1 | 12 | 3 | Rit | Rit | 6 | 2 | 7 | 2 |  | 217   | 3º   |

| 2005 | Classe | Moto  |   |   |   |   |   |   |   |   |     |   |   |   |   |     |     |    |   | Punti | Pos. |
| ---- | ------ | ----- | - | - | - | - | - | - | - | - | --- | - | - | - | - | --- | --- | -- | - | ----- | ---- |
| 2005 | MotoGP | Honda | 7 | 3 | 5 | 5 | 2 | 6 | 6 | 4 | Rit | 4 | 3 | 2 | 6 | Rit | Rit | 12 | 6 | 173   | 5º   |

| Legenda | 1º posto        | 2º posto            | 3º posto            | A punti      | Senza punti        | Grassetto – Pole position Corsivo – Giro più veloce |
| Legenda | Gara non valida | Non qual./Non part. | Ritirato/Non class. | Squalificato | '-' Dato non disp. | Grassetto – Pole position Corsivo – Giro più veloce |

### Campionato mondiale Superbike
| 2007 | Moto   |   |   |   |   |   |   |   |   |   |   |   |   |   |    |     |   |   |   |   |   |   |   |   |   |   |   |  |  | Punti | Pos. |
| ---- | ------ | - | - | - | - | - | - | - | - | - | - | - | - | - | -- | --- | - | - | - | - | - | - | - | - | - | - | - |  |  | ----- | ---- |
| 2007 | Suzuki | 1 | 2 | 3 | 4 | 3 | 2 | 8 | 2 | 6 | 3 | 3 | 5 | 6 | AN | Rit | 3 | 2 | 1 | 3 | 8 | 2 | 3 | 1 | 2 | 6 | 2 |  |  | 397   | 3º   |

| 2008 | Moto   |   |   |     |     |    |   |    |    |   |     |   |   |    |   |     |   |   |   |   |    |   |   |   |     |   |   |     |    | Punti | Pos. |
| ---- | ------ | - | - | --- | --- | -- | - | -- | -- | - | --- | - | - | -- | - | --- | - | - | - | - | -- | - | - | - | --- | - | - | --- | -- | ----- | ---- |
| 2008 | Ducati | 2 | 3 | Rit | Rit | 16 | 8 | 10 | 12 | 5 | Rit | 9 | 4 | 13 | 7 | Rit | 2 | 4 | 3 | 3 | 12 | 3 | 6 | 2 | Rit | 4 | 6 | Rit | 13 | 238   | 7º   |

| 2009 | Moto    |    |    |   |   |   |   |   |     |    |   |   |   |   |   |    |    |   |    |   |   |   |   |   |   |   |   |   |   | Punti | Pos. |
| ---- | ------- | -- | -- | - | - | - | - | - | --- | -- | - | - | - | - | - | -- | -- | - | -- | - | - | - | - | - | - | - | - | - | - | ----- | ---- |
| 2009 | Aprilia | 11 | 15 | 3 | 3 | 8 | 8 | 5 | Rit | 11 | 5 | 5 | 5 | 6 | 4 | 13 | 10 | 2 | 21 | 1 | 2 | 5 | 4 | 2 | 4 | 3 | 2 | 3 | 6 | 319   | 4º   |

| 2010 | Moto    |   |   |   |   |   |   |   |   |   |   |   |   |   |   |   |   |   |   |   |   |   |   |    |   |   |   |  |  | Punti | Pos. |
| ---- | ------- | - | - | - | - | - | - | - | - | - | - | - | - | - | - | - | - | - | - | - | - | - | - | -- | - | - | - |  |  | ----- | ---- |
| 2010 | Aprilia | 5 | 8 | 1 | 1 | 2 | 3 | 6 | 4 | 1 | 1 | 4 | 3 | 1 | 1 | 1 | 1 | 2 | 1 | 5 | 6 | 4 | 5 | 11 | 5 | 4 | 1 |  |  | 451   | 1º   |

| 2011 | Moto    |   |   |   |    |   |   |   |   |     |   |   |   |   |   |   |   |    |   |    |    |     |     |     |     |   |   |  |  | Punti | Pos. |
| ---- | ------- | - | - | - | -- | - | - | - | - | --- | - | - | - | - | - | - | - | -- | - | -- | -- | --- | --- | --- | --- | - | - |  |  | ----- | ---- |
| 2011 | Aprilia | 2 | 2 | 7 | SQ | 2 | 2 | 2 | 8 | Rit | 3 | 2 | 2 | 2 | 1 | 2 | 1 | 11 | 4 | NP | NP | Inf | Inf | Inf | Inf | 4 | 7 |  |  | 303   | 3º   |

| 2012 | Moto    |   |   |   |   |   |   |    |   |   |   |   |   |   |   |   |   |   |   |     |    |   |     |   |    |   |   |     |   | Punti | Pos. |
| ---- | ------- | - | - | - | - | - | - | -- | - | - | - | - | - | - | - | - | - | - | - | --- | -- | - | --- | - | -- | - | - | --- | - | ----- | ---- |
| 2012 | Aprilia | 1 | 2 | 4 | 4 | 4 | 8 | AN | 5 | 5 | 2 | 3 | 3 | 1 | 1 | 1 | 4 | 6 | 4 | Rit | 11 | 3 | Rit | 1 | 13 | 4 | 3 | Rit | 5 | 358   | 1º   |

| 2015 | Moto    |  |  |  |  |  |  |  |  |  |  |  |  |  |  |   |   |  |  |   |     |  |  |  |  |  |  |  |  | Punti | Pos. |
| ---- | ------- |  |  |  |  |  |  |  |  |  |  |  |  |  |  | - | - |  |  | - | --- |  |  |  |  |  |  |  |  | ----- | ---- |
| 2015 | Aprilia |  |  |  |  |  |  |  |  |  |  |  |  |  |  | 6 | 6 |  |  | 3 | Rit |  |  |  |  |  |  |  |  | 36    | 20º  |

| Legenda | 1º posto        | 2º posto            | 3º posto           | A punti      | Senza punti        | Grassetto – Pole position Corsivo – Giro più veloce |
| Legenda | Gara non valida | Non qual./Non part. | Ritirato/Non class | Squalificato | '-' Dato non disp. | Grassetto – Pole position Corsivo – Giro più veloce |

## Opere
- OL3 Oltre. Nelle pieghe della mia vita, con Paolo Scalera, Milano, Rizzoli, 2013, ISBN 978-88-17-06733-1.